# Pál István (festő)
Pál István (eredeti neve: Pollák István) (Kolozsvár, 1888. április 9. – Auschwitz, 1944.) magyar festőművész.

## Életpályája
Pál (Pollák) Samu (1853–1928) cementgyáros és Stauber Hermin fia. 1906-ban egy rövid ideig Ferenczy Károlynál tanult a Képzőművészeti Főiskolán, majd Nagybányára került 1909-ben. 1910-től a kecskeméti művésztelepen folytatta tevékenységét. 1911–1942 között Füst Milán barátja, levelezőtársa volt. 1912–1918 közötti a Weiss Manfréd Acél- és Fémművekben dolgozott adminisztratív munkakörben. A Tanácsköztársaság alatt tanárként dolgozott egy fővárosi szabadiskolában. 1919-ben Bornemisza Gézával művésztelepet szervezett. Az 1920-as évek elején Erdélybe illetve Aradra került; Szántó György mellett szerkesztette a Periszkóp című lapot 1925-től. 1929-ben pszichózisa miatt elmegyógyintézetbe (Angyalföld, Lipótmező) került, ahonnan 1930-ban gyógyulatlanul távozott. 1933–1935 között, valamint 1943–1944 között Gyöngyösön élt. 1939-ig követik nyomon a pályáját a dokumentumok. 1943-ban a gyöngyösi kórházi statisztika egy festőművészt említett, 1944-ben már egyet sem. Tehát, ő is azon betegek között volt, kiket a gyöngyösi zsidó lakossággal együtt 1944. június 8-án Auschwitzba deportáltak. 
1912. április 10-én Budapesten házasságot kötött Binder Márta festőnővel.

## Művei
- A nagybányai parkrészlet
- A tánc (1909-1910)
- Csendélet mandolinnal (1911)
- Csendélet (1921)
- Aradi háztetők (1922)
- Füst Milán portréja I. (1923)
- Judith (1926)
- Csodaszarvas (1926)
- Betegtárs képmása (1929)
- Az Angyalföldi Intézet társalgójában biliárdozók/Az elmebetegek társalgója (1929)
- Háromdimenziós táj (1930)
- Kibicelők (1930)
- Önarckép (1932)